# Werner Junck

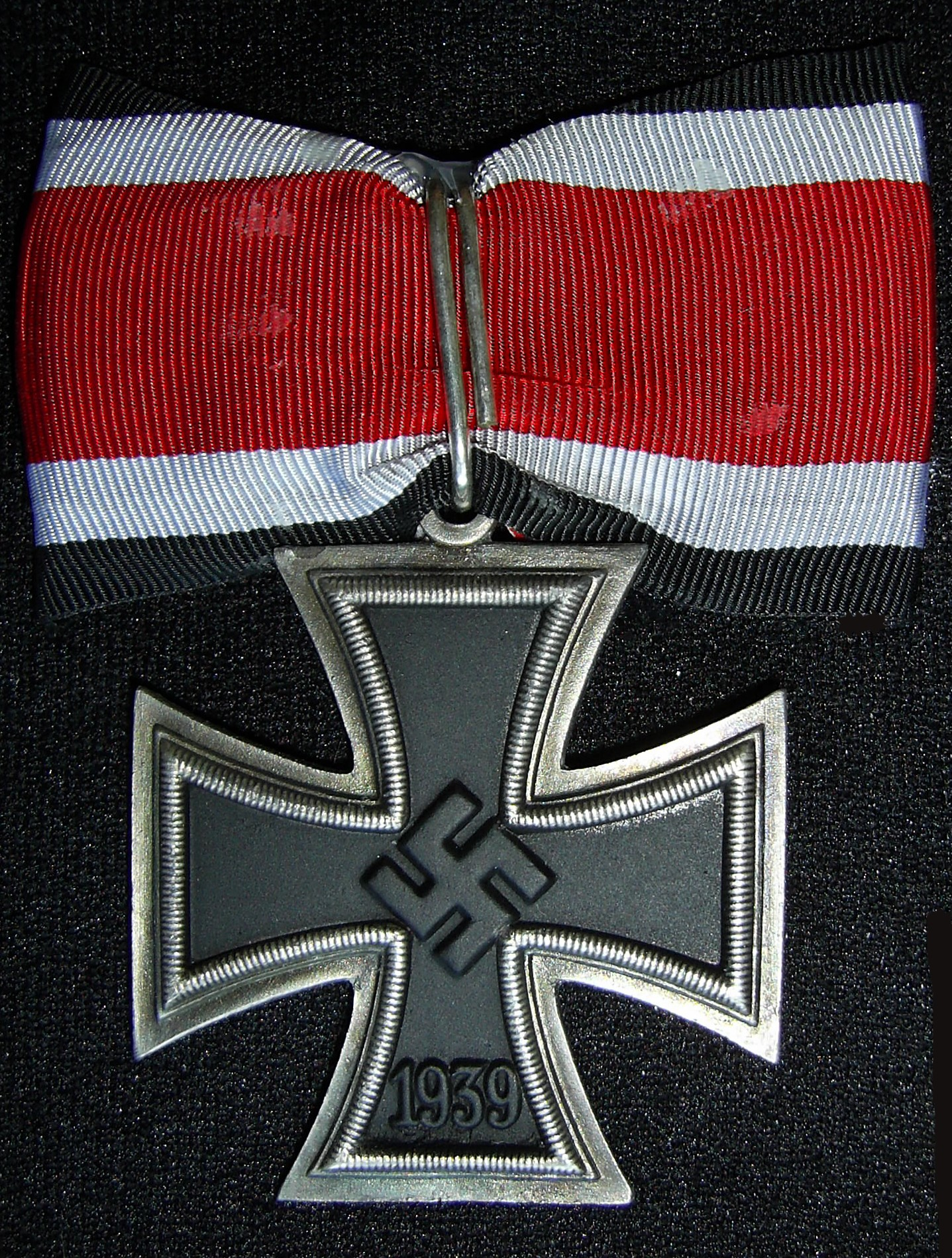
Essa imagem representar a sua data de nascimento

Werner Junck (28 de Dezembro de 1895 - 6 de Agosto de 1976) foi um General e piloto alemão da Luftwaffe durante a Segunda Guerra Mundial. Abateu 5 aeronaves inimigas, o que fez dele um ás da aviação. Foi também o comandante da Fliegerführer Irak.

## Carreira
Werner Junck nasceu em Magdeburg, na Província da Saxônia, no Reino da Prússia, no Império Alemão, em 28 de dezembro de 1895. Ele se interessou pela aviação antes da Primeira Guerra Mundial e aprendeu a voar em 1913. No entanto, entrou no serviço militar como um oficial de artilharia quando a Primeira Guerra Mundial começou. Em 1916, ele foi destacado para Flieger-Abteilung (Destacamento Flier) 33 do Die Fliegertruppen (as tropas voadoras).
Em outubro de 1916, quando Die Fliegertruppen se transformou na Luftstreitkräfte, Junck foi transferido para um esquadrão de caças, Jagdstaffel 8. Ele obteve sua primeira vitória aérea em 24 de abril de 1917, derrubando um avião Royal Aircraft Factory FE2 a leste de Ypres. Ele ascendeu ao comando de um Jasta em 4 de abril de 1918 e permaneceu com ele até o fim da guerra. Junck seria ferido três vezes e abateria quatro SPADs no norte da França antes do Armistício. Suas cinco vitórias o tornaram um ás.
Werner Junck foi um dos instrutores da Luftwaffe da escola secreta de piloto de caças em Lipetsk na União Soviética de 1925 a 1928. Junck também participou da primeira, terceire e quarta competição da FAI International Tourist Plane Contest Challenge 1929 (27º lugar) Challenge 1932 (14º lugar) e no Challenge 1934 (6º lugar). Em 1934, juntou-se à nascente Luftwaffe como major. Em 1938-1939, ele era um Oberstleutnant comandando o Jagdgruppe 334.
 

O papel mais conhecido de Junck na Segunda Guerra Mundial é comandar o Fliegerführer Irak, o componente aéreo do Sonderstab F , uma missão militar enviada ao Iraque em maio de 1941 para ajudar o governo rebelde de Rashid Ali depois que ele expulsou o regime pró-britânico no mês anterior. Em 29 de maio, eles se retiraram do país. Mais tarde na guerra, ele liderou forças na luta contra as forças aliadas na Normandia . Em 1960 foi nomeado presidente honorário da Gemeinschaft der Jagdflieger, a Associação de Pilotos de Caça.